# Hemithyrsocera curvinervis
Hemithyrsocera curvinervis är en kackerlacksart som först beskrevs av Henri Saussure och Leo Zehntner 1895.  Hemithyrsocera curvinervis ingår i släktet Hemithyrsocera och familjen småkackerlackor. Inga underarter finns listade i Catalogue of Life.